# BSSE
En química cuántica, los cálculos que usan conjuntos de funciones de base finitos son susceptibles del error por superposición de la base (BSSE, basis set superposition error). Como los átomos de las moléculas que interactúan (o incluso, en diferentes partes de una misma molécula) se acercan entre sí, sus funciones de base se solapan. Cada monómero "toma prestado" funciones de otros componentes cercanos, aumentando así el tamaño del conjunto de base y mejorando el cálculo de sus propiedades como la energía. Si la energía total es minimizada como una función de la geometría del sistema, las energías de corto alcance desde los conjuntos de base mezclados debe ser comparadas con las energías de largo alcance de los conjuntos sin mezclar, y esta falta de coincidencia introduce un error.
Aparte del uso de conjuntos de base infinitos (como las ondas planas donde no existe BSSE), existen dos métodos para eliminar el BSSE. En el enfoque de hamiltoniano químico, (CHA, chemical Hamiltonian approach), el conjunto de base es mezclado a priori, mediante la sustitución del hamiltoniano convencional por uno en el que todos los términos que contienen proyectores, han sido eliminados para evitar una mezcla. En el método de contrapeso (CP, counterpoise method), el BSSE se calcula de nuevo realizando todos los cálculos utilizando los conjuntos básicos mixtos, y el error se resta a posteriori de la energía sin corregir. (Los conjuntos básicos mixtos se realizan mediante la introducción de "orbitales fantasma", conjunto de funciones de base que no tienen electrones ni protones). Aunque conceptualmente son muy diferentes, los dos métodos tienden a dar resultados similares.